# Acmaeoderoides verityi
Acmaeoderoides verityi är en skalbaggsart som beskrevs av Nelson 1968. Acmaeoderoides verityi ingår i släktet Acmaeoderoides och familjen praktbaggar. Inga underarter finns listade i Catalogue of Life.